# جانکشن سیتی (اورگن)
جانکشن سیتی (به انگلیسی: JunctionCity) شهری در شهرستان لین ایالت اورگن است و در سرشماری سال ۲۰۱۱ میلادی، ۵٬۳۹۲ نفر جمعیت داشته که نسبت به سال ۲۰۱۰، ۰٫۹۸ درصد رشد جمعیت داشته‌است.

## موقعیت جغرافیایی
موقعیت جغرافیایی شهرها و مناطق اطراف به شرح زیر است: